# Atahualpa (Quito)
Atahualpa, auch Atahualpa Habaspamba, ist eine Ortschaft und eine Parroquia rural („ländliches Kirchspiel“) im Kanton Quito der ecuadorianischen Provinz Pichincha. Die Parroquia gehört zur Verwaltungszone Eugenio Espejo. Die Parroquia besitzt eine Fläche von 70,18 km². Die Einwohnerzahl lag im Jahr 2010 bei 1901.

## Geschichte
Das Gebiet war zwischen 1911 und 1936 Teil des Kantons Pedro Moncayo. Am 28. Juli 1936 ging das Gebiet an den Kanton Quito. Die Parroquia wurde am 16. Januar 1954 gegründet. Namensgeber war der Inka-Herrscher Atahualpa.

## Lage
Die Parroquia Atahualpa liegt in den Anden an der Westflanke des Vulkans Fuya-Fuya. Das Areal wird über den Río Cubi nach Westen zum Río Guayllabamba entwässert. Der Hauptort Atahualpa liegt auf einer Höhe von 2260 m, 42 km nordnordöstlich vom Stadtzentrum von Quito.
Die Parroquia Atahualpa grenzt im Nordosten an den Kanton Otavalo der Provinz Imbabura, im Osten an die Parroquias Tocachi und Malchinguí (beide im Kanton Pedro Moncayo), im Süden an die Parroquia Puéllaro, im Südwesten an die Parroquia Chavezpamba sowie im Nordwesten an die Parroquia San José de Minas.

## Ökologie
In der Parroquia befindet sich das Schutzgebiet Bosque Protector Piganta.